# Buddy MacKay
Buddy MacKay, właśc. Kenneth Hood MacKay, Jr. (ur. 22 marca 1933, zm. 31 grudnia 2024) – amerykański polityk Partii Demokratycznej z Florydy.
Urodził się w Ocala na Florydzie. Od 1983 był członkiem federalnej Izby Reprezentantów.
W 1988 kandydował do senatu federalnego, ale przegrał bardzo niewielką różnicą głosów.
W 1990 został wybrany wicegubernatorem u boku Lawtona Chilesa. Pełnił ten urząd dwie kadencje (1991–1998). W 1998 kandydował z ramienia demokratów na stanowisko gubernatora w miejsce odchodzącego Chilesa, ale przegrał stosunkiem 45 do 55% oddanych głosów z Jebem Bushem.
Gubernator Chiles zmarł niespodziewanie w grudniu 1998, na trzy tygodnie przed końcem swej kadencji i na ten czas, do zaprzysiężenia Busha, zastąpił go MacKay. Był najkrócej (z wyjątkiem Wayne Mixsona) urzędującym gubernatorem w historii swego stanu.
Po 1999 wycofał się całkowicie z działalności politycznej.